# Лекция Джона фон Неймана
Лекция Джона фон Неймана (англ.  John von Neumann Lecture) — математическая награда, присуждаемая Обществом промышленной и прикладной математики (SIAM) с 1960 года за выдающиеся результаты по прикладной математике. Учреждена в память Джона фон Неймана. Лауреат читает лекцию на ежегодном собрании общества. Денежная составляющая — 5 тысяч долларов США.
Лауреаты:
- 1960   Ларс Альфорс
- 1961 Марк Кац
- 1962   Лере, Жан
- 1963 Станислав Улам
- 1964 Соломон Лефшец
- 1965  Фримен Дайсон
- 1966  Юджин Вигнер
- 1967 Линь Цзяцяо
- 1968    Питер Лакс
- 1969 Джордж Кэрриер
- 1970 Джеймс Уилкинсон
- 1971  Пол Самуэльсон
- 1974 Джул Чарни
- 1975  Джеймс Лайтхилл
- 1976  Рене Том
- 1977  Кеннет Дж. Эрроу
- 1978 Питер Хенриси
- 1979 Курт Фридрихс
- 1980 Кит Стюартсон
- 1981 Гаррет Биркгоф
- 1982 Дэвид Слепиан
- 1983  Джозеф Келлер
- 1984  Юрген Мозер
- 1985 Джон Тьюки
- 1986  Жак-Луи Лионс
- 1987  Ричард М. Карп
- 1988 Гермунд Дальквист
- 1989   Стивен Смэйл
- 1990 Эндрю Мажда
- 1992 Ральф Рокафеллар
- 1994 Мартин Крускал
- 1996 Карл де Боор
- 1997 Уильям Кэхэн
- 1998  Ольга Ладыженская
- 1999 Чарльз Пескин
- 2000 Перси Диаконис
- 2001  Дэвид Л. Донохо
- 2002   Эрик Лэндер
- 2003 Хайнц-Отто Крайсс
- 2004 Алан К. Ньюэлл
- 2005 Джеррольд Марсден
- 2006 Джордж Папаниколау
- 2007 Нэнси Копелл
- 2008 Дэвид Готтлиб
- 2009 Франко Брецци
- 2010 Бернд Штурмфельс
- 2011 Ингрид Добеши
- 2012 Джон Болл
- 2013 Стэнли Ошер
- 2014 Лесли Грингард
- 2015 Дженнифер Чейз
- 2016  Дональд Кнут
- 2017 Бернард Матковский[нем.]
- 2018 Чарльз Ван Лоан[англ.]
- 2019 Маргарет Райт[англ.]
- 2020 Ник Трефетен[англ.]
- 2021 Чи-Ван Шу[англ.]
- 2022 Лия Эдельштейн-Кешет[англ.]
- 2023 Юсеф Саад[англ.]